# Careya herbacea
Careya herbacea är en tvåhjärtbladig växtart som beskrevs av William Roxburgh. Careya herbacea ingår i släktet Careya och familjen Lecythidaceae. Inga underarter finns listade i Catalogue of Life.